# Jon McCracken
Jon Douglas McCracken (Glasgow, 24 maggio 2000) è un calciatore scozzese, portiere del Dundee.

## Carriera

### Club
Ha iniziato a giocare a calcio nel settore giovanile dell'Hamilton Academical per poi passare al Norwich City nel 2016. Ha giocato il suo primo incontro ufficiale l'8 settembre 2020 scendendo in campo con la formazione Under-21 del club gialloverde nell'incontro di EFL Trophy vinto 3-2 contro il Plymouth ed il 2 dicembre seguente ha prolungato il contratto fino al 2022.
Il 2 marzo 2022 ha prolungato il contratto di ulteriori due stagioni ed il 21 luglio seguente è stato ceduto in prestito al Bohemians fino a dicembre. Il 10 marzo 2023 è passato in prestito allo Stevenage per un mese, nel quale ha disputato cinque incontri in Football League Two.
Il 3 luglio seguente è passato in prestito al Dundee ma il 15 agosto è stato richiamato dal club inglese. Il 29 settembre è passato in prestito all'Accrington Stanley per un mese, trasferimento in seguito esteso fino a dicembre.
Il 1º febbraio 2024 ha fatto ritorno in prestito al Dundee dove ha giocato i restanti mesi della stagione da titolare. Rimasto svincolato a fine stagione, il 21 giugno ha firmato un biennale con il Dundee.

### Nazionale
Ha giocato con le nazionale giovanile scozzese Under-17.
Il 2 settembre 2024 ha ricevuto la prima convocazione da parte della nazionale maggiore, in vista del duplice impegno di Nations League contro Polonia e Portogallo.

## Statistiche
Statistiche aggiornate al 5 gennaio 2025.

### Presenze e reti nei club
| Stagione        | Squadra               | Campionato      | Campionato | Campionato | Coppe nazionali | Coppe nazionali | Coppe nazionali | Coppe continentali | Coppe continentali | Coppe continentali | Altre coppe | Altre coppe | Altre coppe | Totale | Totale | Totale |
| Stagione        | Squadra               | Comp            | Pres       | Reti       | Comp            | Pres            | Reti            | Comp               | Pres               | Reti               | Comp        | Pres        | Reti        | Pres   | Reti   |        |
| --------------- | --------------------- | --------------- | ---------- | ---------- | --------------- | --------------- | --------------- | ------------------ | ------------------ | ------------------ | ----------- | ----------- | ----------- | ------ | ------ | ------ |
| 2020-2021       | Norwich City Under-21 | -               | -          | -          | -               | -               | -               | -                  | -                  | -                  | FLT         | 3           | -9          | 3      | -9     |        |
| lug.-nov. 2022  | Bohemians             | PD              | 5          | -5         | CI              | 2               | -3              | -                  | -                  | -                  | -           | -           | -           | 7      | -8     |        |
| mar.-apr. 2023  | Stevenage             | FL2             | 5          | -5         | FACup+CdL       | 0               | 0               | -                  | -                  | -                  | FLT         | 0           | 0           | 5      | -5     |        |
| lug.-ago. 2023  | Dundee                | SP              | 1          | -1         | CS+CdL          | 0+3             | 0,-1            | -                  | -                  | -                  |             | -           | -           | 4      | -2     |        |
| ago.-dic 2023   | Accrington Stanley    | FL2             | 11         | -15        | FACup+CdL       | 2+0             | -4,0            | -                  | -                  | -                  | FLT         | 0           | 0           | 13     | -19    |        |
| feb.-giu. 2024  | Dundee                | SP              | 11         | -20        | CS+CdL          | 0               | 0               | -                  | -                  | -                  |             | -           | -           | 11     | -20    |        |
| 2024-2025       | Dundee                | SP              | 13         | -26        | CS+CdL          | 0+3             | 0,-2            | -                  | -                  | -                  |             | -           | -           | 16     | -28    |        |
| Totale Dundee   | Totale Dundee         | Totale Dundee   | 25         | -47        |                 | 6               | -3              |                    | -                  | -                  |             | -           | -           | 31     | -50    |        |
| Totale carriera | Totale carriera       | Totale carriera | 46         | -72        |                 | 10              | -11             |                    | -                  | -                  |             | 3           | -9          | 59     | -92    |        |